# Mega Man 2
A Mega Man 2 (stilizálva MEGA MAN II) egy akciójáték, amelyet a Capcom fejlesztett és adott ki a Nintendo Entertainment System platformra. A játék Japánban debütált 1988-ban, majd az következő évek során Észak-Amerikában és a PAL régiókban is megjelent. A Mega Man 2 folytatja Mega Man küzdelmét Dr. Wily gonosz és ármánykodó robotjai ellen. A játék grafikai és játékmeneti változtatásokat vezetett be, amelyek közül számos a sorozat alapvető elemeivé vált.
Annak ellenére, hogy az eredeti Mega Man eladásai nem voltak lenyűgözőek, a Capcom lehetővé tette a csapatnak, hogy készítsen egy folytatást. Egyidejűleg más Capcom projekteken dolgoztak, szabadidejüket a játék fejlesztésére fordították, kihasználva az első játék fel nem használt tartalmait. A filmzene komponistája Takashi Tateishi volt, míg Yoshihiro Sakaguchi hangprogramozóként szolgált.
A Mega Man 2 a második legkelendőbb Mega Man játék, több mint 1,51 millió eladott példánnyal. A kritikusok dicsérték a hangot, a látványt és a játékmenetet az első játékhoz képest. Számos kiadvány a Mega Man 2-t a sorozat legjobb játékának és az egyik legjobb videojátéknak tartja minden idők során. A játék filmzenéjét ugyancsak a valaha volt legjobb videojátékzenei alkotások közé sorolták. A játék szerepelt különböző játékösszeállításokban, beleértve a Mega Man Legacy Collection-t Nintendo 3DS-re, PlayStation 4-re, Windows-ra, Xbox One-ra és Nintendo Switch-re, amelyet később mobiltelefonokra is kiadtak, és része lett a konzolemulációs szolgáltatásoknak. A Mega Man 3 1990-ben jelent meg.

## Cselekmény
Az első vereségét követően Dr. Wily, a sorozat fő antagonistája, létrehozza saját Robot Masters sorozatát, hogy megkísérelje legyőzni Mega Mant: Metal Man, Air Man, Bubble Man, Quick Man, Crash Man, Flash Man, Heat Man és Wood Man. Új erődöt és robotcsajok seregét is épít. Ezt követően Mega Man alkotója, Dr. Light küldi őt, hogy győzze le Dr. Wilyt és robotmestereit. Mega Man legyőzi a nyolc új robotmastert, majd kihívja magát Wily-t. Az utolsó küzdelemben Dr. Wily az erődje alatti barlangokba menekül, és amikor Mega Man követi, megpróbálja rávenni Mega Mant, hogy azt higgye, ő egy űrlény, de Mega Man legyőzi az idegent, és kiderül, hogy egy hibás holografikus vetítőeszköz. Dr. Wilyt a vezérlőszobában mutatja be. Miután a tudós kegyelemért könyörög, Mega Man elengedi Wilyt, és hazatér.

## Játékmenet
A Mega Man a lebegő platform elemeit használja, hogy egy nehezen elérhető létrára ugorjon a Crash Man szakaszban.
A Mega Man 2 egy platform- és akció-játék, hasonlóan az elődjéhez, a Mega Man-hez. A játékos irányítja Mega Man-t, ahogy nyolc szakaszon keresztül legyőzi Dr. Wily robotmestereit: Metal Man, Air Man, Bubble Man, Quick Man, Crash Man, Flash Man, Heat Man és Wood Man. Minden Robotmester saját egyedi fegyverrel és a fegyverükhöz kapcsolódó színpaddal rendelkezik. Például Air Man kis tornádókat lövöldöz, és az égi témájú pályán található, míg Wood Man levélpajzsot használ, és erdei témájú pályán található. A főnök legyőzése után az aláírási fegyverük elérhetővé válik a játékos számára. A Robotmestereknek vannak gyenge pontjaik bizonyos más Robotmesterek fegyvereivel szemben; ennek eredményeként a pályák lejátszási sorrendjének kiválasztása létfontosságú eleme a játékmenetnek. Bizonyos szakaszok teljesítése után a Mega Man különleges tárgyakat szerez. Ezek az elemek olyan platformokat hoznak létre, amelyek lehetővé teszik Mega Man számára, hogy elérjen olyan területeket, amelyekhez másképp nem férne hozzá.
Nyolc Robotmester legyőzése után a játékos folytatja a játékot Dr. Wily erődjében, ami hat szintből áll, ezeket lineárisan játsszák végig. Hasonlóan az első játékhoz, a játékosnak másodszor is meg kell küzdenie minden Robotmesterrel Dr. Wily erődjében. Azonban ezek a csaták egyetlen szobában zajlanak, nem pedig lineárisan összefüggő szobák sorozatában. A szoba teleportációs eszközöket tartalmaz, amelyek minden Robotmesterhez vezetnek. A készülékek tetszőleges sorrendben használhatók, de nincsenek címkézve. Miután a főnököket ismét legyőzték, a játékosnak szembe kell néznie Dr. Wilyvel.
A Mega Man 2 néhány játékmeneti változást tartalmaz az eredeti Mega Manhez képest. Egy új elem, az Energy Tank, lehetővé teszi a játékosoknak, hogy bármikor feltöltsék Mega Man életerejét. Bevezetik a jelszórendszert is. Minden Robot Master legyőzése után megjelenik egy jelszó, amely lehetővé teszi a játékos számára, hogy a rendszer újraindítása után visszatérjen a játék adott pontjára. A jelszó rögzíti a legyőzött Robot Masterek listáját, valamint az összegyűjtött energiatartályok számát. Az első játékkal ellentétben a Mega Man 2-ben nincs pontszámszámláló, és a játékos nem képes visszatérni a Robot Master szintekre, miután azokat már teljesítette.

## Fejlesztés
Az első Mega Man játék, melyet 1987-ben adtak ki, nem aratott elegendő sikert ahhoz, hogy azonnali folytatása kifejlesztésre kerüljön. Roy Ozaki elmondása szerint Akira Kitamura rendező kifejezte vágyát egy Mega Man folytatás iránt, azonban a producer, Tokuro Fujiwara ellenállt ennek. Kitamura ezután a Capcom alelnökéhez fordult, hogy engedélyt kérjen a játék elkészítéséhez. A Capcom lehetővé tette a fejlesztőcsapatnak a folytatás készítését, feltéve, hogy párhuzamosan más projekteken is dolgoznak. A személyzet a saját idejét szentelte a projekthez, hogy javítsák az eredeti játékot, új pályákat és fegyvereket adjanak hozzá, valamint javítsák a grafikát. Az első Mega Man projekt vezetője meghívta Inafune-t a folytatás fejlesztőcsapatába; Inafune akkoriban egy másik játékon dolgozott. Korábban Inafune művészként és karaktertervezőként tevékenykedett az előző játékban, de a folytatás fejlesztési folyamatában szorosabban részt vett. "A [Mega Man 2-n] dolgoztam a második évem, és még egy 'új gyereket' is taníthattam, ami a stressz teljesen új világát nyitotta meg előttem" - mesélte Inafune. A játék fejlesztési ideje mindössze három-négy hónap volt.
Az első játékban elérhető korlátozott lőszer mennyisége miatt olyan elemeket, mint a tervezett ellenséges karakterek, ki lettek hagyva a végső termékből. A fel nem használt tartalom később átkerült a Mega Man 2-be. A csapatot a konzol grafikus képességei korlátozták, és a karaktereket pixelművészetként tervezték, hogy megőrizzék a konzisztenciát a tervek és a végső termék között; azonban néhány tervezési elem elveszett az átmenet során. Az eredeti játék játékrendszerét megtartották a Mega Man 2-höz, de a csapat több csapdát is beépített a játékosok segítésére a navigáció során. A játék három támogatási elemet is hozzáadott, hogy segítse a játékost, mivel a fogyasztók és a Capcom marketingosztálya panaszkodott az eredeti játék magas nehézségi fokával kapcsolatban. Inafune felügyelője „különösen bizonytalan” volt az energiatartályok hasznosságában.
Az első játékra nem volt hatással a rajongók véleménye, de a második játékhoz Kitamura ötleteket szeretett volna kapni a játékosoktól, és be akarta vonni azokat a fejlesztésbe. A fejlesztők lehetővé tették a nyilvánosság részvételét azzal, hogy belefoglalták a rajongók által készített főnöki terveket. A Capcom összesen 8370 főnöki beadványt kapott a játékhoz, habár még az utolsó nyolc Robot Masters terveit is "megcsípték".
Inafune a Mega Man 2-t "anime-szerűbbé" kívánta tenni, mint az első játékban. Az észak-amerikai kiadáshoz hozzáadtak egy második nehézségi beállítást. Az eredeti verziót "nehéz" jelzővel látták el, és létrehoztak egy "normál" beállítást, ami megerősítette a "karágyút" és a főnökfegyvereket. A veterán videojáték-borítóillusztrátor, Marc Ericksen, festette meg az észak-amerikai dobozművészetet, amelyen a Mega Man a jellegzetes lövését adja le, de ezúttal a Mega Buster helyett egy pisztolyt használ. Ericksen elmagyarázta, hogy nem ismerte a játékot, és a Capcom America kreatív csapata utasította, hogy adjon pisztolyt a Mega Man-nek.

### Soundtrack
A Mega Man 2 filmzenéjét Takashi Tateishi (Ogeretsu Kun néven) komponálta, együttműködve a Mega Man zeneszerzőjével, Manami Matsumae-val (Manami Ietel néven), aki az első játék kredittémáján dolgozott, és újra felhasználta a címadó képernyőre egy kisebb részét, valamint közösen komponálták az Air Man színpadához tartozó zenét. Matsumae-t áthelyezték a Capcomnál a tekintélyesebb játéktermi részlegbe, ezért szükség volt egy új zeneszerzőre. Matsumae és Tateishi szorosan együttműködtek a Capcomnál töltött idejük alatt. Tateishi hasonló módon segítette Matsumae-t az ENSZ Squadronnál, bár névtelenül. Tateishi zenei háttere szokatlan volt a Capcomnál, mivel nem részesült hagyományos zenei képzésben, hanem inkább a zenekarban szerzett tapasztalataiból merített. Tudatosan próbált eltávolodni a korábbi klasszikusabb hangzású témáktól, ami akkoriban szokásos volt. A játékiparban viszonylag új volt, mivel a Capcom még abban az évben vette fel a Mad Gearhez (1988). Tateishi nem maradt a Mega Man franchise-nál a Mega Man 2 után, mivel ő és Kitamura nem sokkal ezután felmondtak a Capcomnál, hogy a Cocoronon dolgozzanak.
Tateishi kezdeti kompozíciói a játékhoz különböző hangulatúak voltak, néhányukat Kitamura "túl aranyosnak" találta, és arra kérte, hogy módosítsák őket, hogy illeszkedjenek a többi zeneszámhoz. Ennek a megváltozott koncepciónak csak egy töredéke maradt meg a játékban, mint a Crash Man színpadi témája. Tateishi kifejtette, hogy "senkinek nincs meg" a korábbi, lágyabb hangzásvilága. Stílusát a Mezzoforte és a Yellow Magic Orchestra hatásolta meg.
Az első két Wily-szakaszban használt, széles körben dicsért darab az adatkorlátok miatt súlyosan kompromittálódott; Tateishi-nek többször kellett használnia a dal első nyolc ütemét. Ugyanezen okok miatt gyorsan feladták azt a szándékot, hogy kizárólag a második szakaszhoz tartozó dalt komponáljanak.
Az előző játékhoz hasonlóan a hangprogramozást Yoshihiro Sakaguchi végezte, akit Yuukichan Papájaként emlegettek.

## Fogadtatás
| Szerző | Értékelés |
| ------ | --------- |
| Famicú | 28/40     |
| IGN    | 9.5/10    |

Bár az első Mega Man játék viszonylag alacsony eladásokat mutatott, a Mega Man 2 hatalmas sikert aratott. 1988-as megjelenése óta a Mega Man 2 több mint 1,5 millió példányban kelt el világszerte. A játék a Mega Man sorozat második legtöbbet eladott része, és a Capcom 58. legtöbbet eladott játéka.
A Mega Man 2-t kritikusan dicsérték. Az Electronic Gaming Monthly értékelője – Steve Harris, Ed Semrad, Donn Nauert és Jim Allee – kedvezően értékelte a játékot, mindegyikük 10-ből 8 pontot kapott. Kijelentették, hogy jobb, mint az első Mega Man, hivatkozva a továbbfejlesztett audiovizuális elemekre, az új teljesítményekre és a jelszórendszerre. Nauert és Allee azonban csalódottságának adott hangot amiatt, hogy a játék kevésbé volt nehéz, mint az első. Nadia Oxford (1UP.com) dicsérte az esztétikát és a játékmenetet, megjegyezve, hogy a Mega Man 2 javította elődje játékmenetét azáltal, hogy eltávolította a túlzottan nehéz elemeket. A Mean Machines értékelője, Julian Rignall és Matt Regan, dicsérte a játék számos aspektusát. Rignall dicsérte a játékmenetet, annak addiktív voltára és a rejtvényekre hivatkozva. Regan dicsérte a nehézséget, kiegyensúlyozottnak nevezte a játékmenetet, és nagyszerű platformjátéknak minősítette. Mindkét értékelő dicsérte a grafikát, részletesnek és lenyűgözőnek nevezték, és nagyszerű platformjátéknak minősítették. A használt színpaletta (színkombináció) profi, amint azt a Retro Room is megjegyzi, ahogy írja: "A sorozat minden szakaszának külön témája van, amihez a színpaletta egyértelműen meghatározza ezt a témát. A kedvenc példám a túlnyomóan kék Flashman színpadon, a neon kinézetű, villogó színpadi grafika használatával, amely igazán életre kelti a pályát. A Retro Gamer szerkesztője, Richard Burton „kötelező” játékként írta le a rendszerhez – ezt az Electronic Gaming Monthly értékelője is megerősítette. Zach Miller a Game Informernek írt írásában a játék sikerét annak tulajdonította, hogy a játékosok választott sorrendjében győzhetik le a szakaszokat. Dicsérte az egyszerű irányítási rendszert, valamint a fegyverek és tárgyak változatosságát. A GamesRadar a valaha készült második legjobb NES-játéknak minősítette, és a 8 bites Mega Man játékok "csúcsának" nevezte.
A játék zeneszerzését a kritikusok kedvezően fogadták. Joey Becht (IGN) a Mega Man 2 három szakasztémáját, valamint a fő címadó dalt a sorozat legjobbjai közé sorolta. 2008-ban a Game Informer a Mega Man 2 zenéjét az ötödik legjobb videojátéknyitó közé helyezte, kiemelve a zene és a karakter megjelenése által keltett izgalmat. A "Doctor Wily Stage Theme" a második helyet szerezte meg a ScrewAttack "Ever 10 legjobb videojátékzene" című videójában. A Nintendo Power 2008-ban elismerte a zenét, és kijelentette, hogy az egyik legjobb a platformjátékok között. 2009-ben a Gamasutra Brandon Sheffield a zenét könnyen felismerhetőnek írta le, és panaszkodott, hogy a kortárs videojátékzenéből hiányzik ez a tulajdonság. A "Crash Man" szakasz témájának nyitó riffje ihlette az YTV Video & Arcade Top 10 program főcímzenéjét.
A Mega Man 2 a Mega Man rajongók körében nagy népszerűségnek örvend, sokan a sorozat legjobbjának tekintik. Kritikusok is gyakran emlegetik a játékot a sorozat csúcsának. Az Oxford a sorozat egyik leghatékonyabb játékának nevezte, Burton és az Electronic Gaming Monthly pedig a sorozat legjobbjának kiáltotta ki a játékot. Az IGN munkatársa, Levi Buchanan a játék három főnökét a "Top 10 Mega Man Robot Masters" közé sorolta. Számos kiadvány elismeri a játék kritikus sikerét, és magas rangot ad neki a "legjobb játékok" listáin. 1989 végére a legjobban rangsorolt játék volt a Nintendo Power 30-as listáján. 1997-ben az Electronic Gaming Monthly minden idők 73. legjobb konzolos videojátékának nevezte, kiemelve, hogy ez a sorozat legvonzóbb és legkihívóbb játéka. 2008 augusztusában a Nintendo Power a Mega Man 2-t a harmadik legjobb Nintendo Entertainment System videojáték közé sorolta. A szerkesztőség elismeri a játék előző részéhez képest történt fejlesztéseket. A GameSpot a Mega Man 2-t a "Minden idők legnagyobb játéka" közé sorolta. A Power "Top 200 Nintendo Games Ever" listáján a 33. helyen, az Official Nintendo Magazine "100 legjobb Nintendo Games" listáján pedig a 60. helyen szerepelt. Miller a játékot minden idők egyik legjobbjának tartotta. 2007-ben az IGN három szerkesztősége – az Egyesült Államok, az Egyesült Királyság és Ausztrália – összeállította a 100 legjobb játék listáját. A Mega Man 2-t a 67. helyre sorolták, kiemelve az akció és a stratégiai elemeket, valamint a sorozatnak gyakorolt hatását. A Mega Man 2 a 4. helyen szerepel az IGN top 100 NES játékok listáján. A Mega Man 2 volt az első játék az Electronic Gaming Monthly borítóján. A Game Informer 2001-ben a 32. helyre rangsorolta a játékot minden idők 100 legjobb videojátéka között.

## Örökség
Kitamura úgy döntött, elhagyja a Capcomot, és csatlakozott a Takeru céghez, ahol a Mega Man 3 helyett a Cocoron játékon dolgozott.
Keiji Inafune azt állítja, hogy a Mega Man 2 sikere tette a Mega Man sorozatot slágerré, amely továbbra is folytatásokat szül. Az 1UP.com megjegyezte, hogy a játék elősegítette, hogy a sorozat kiemelkedő és kereskedelmileg sikeres videojáték-franchise legyen. Az IGN a Mega Man 2-t idézte a platform műfaj meghatározásában. A Retro Gamer nevéhez fűződik, hogy segített a sorozatnak megszerezni azt a globális jelenlétet, amely lehetővé tette spin-offok és további folytatások létrehozását. Az eredeti Mega Man sorozat számos konvencióját az első játék határozta meg, de a Mega Man 2 kulcsfontosságú konvenciókat adott hozzá, amelyek a sorozat többi részében megmaradtak. A sorozat hagyományos robotmestereinek száma nyolc, ahogy azt a Mega Man 2-ben használták, az eredetiben használt hat helyett. Ez volt az első a sorozatban, amely tartalmazott nyitófilmet. A Mega Man 2 bemutatta az Energy Tank elemet, a speciális mozgáselemeket, a teleportáló szobát és a jelszórendszert is, amelyek a jövőbeni játékok alapelemeivé váltak. Az Energy Tank a sorozat ikonikus egészségügyi utántöltőjévé vált, és később inspirációként szolgált egy promóciós "Rockman E-Can" italhoz. A Mega Man 9 fejlesztése során Inafune producer és Hironobu Takeshita a sorozat első két játékában keresett inspirációt, a Mega Man 2 pedig a rajongók elvárásainak megfelelő szabvány volt. A Mega Man Universe a Mega Man 2 ' remake-jét, valamint testreszabható karaktereket és pályákat tartalmazott. A Capcom azonban hivatalosan bejelentette a játék törlését „különböző körülmények” miatt. A Super Smash Bros. Nintendo 3DS és Wii U esetében a Mega Man 2-ben bemutatott Wily Castle választható színpadként jelenik meg a játék mindkét verziójában. A színpad visszatért a Super Smash Bros. Ultimate-ben.
1990-ben a Tiger Electronics készített egy kézi elektronikus változatot rövidített játékmenettel. A Mega Man 2-t 1994-ben újra készítették a Sega Genesis Mega Man: The Wily Wars játékhoz, frissített grafikával és hanggal. 1999-ben a Mega Man 2-t újra kiadták PlayStationre a hat Rockman Complete Works lemez közül a másodikként, igaz, csak Japánban, az eredeti Rockman 2 címen. Nagyjából megegyezik az eredeti NES-kiadással, de számos bónuszt tartalmazott, például a kezdőknek szánt "navi módot", amely a játék kissé átdolgozott változatát, részletes enciklopédikus tartalmat, képgalériákat és remixelt zenét kínál a játékosnak. A Mega Man 2 a sorozat kilenc másik játékával együtt szerepelt a Mega Man Anniversary Collection PlayStation 2-re, GameCube-ra és Xbox-ra, 2004 és 2005 között. A játék emulációja megegyezik a Rockman Complete Works-ben található újrakiadáséval. Szintén 2005-ben jelent meg a Mega Man 2 más Capcom játékokkal együtt a Jakks Pacific "Plug It In & Play TV Games" perifériájának részeként. A Mega Man 2 2007-ben került a mobiltelefonokba. A játékot a Wii Virtual Console szolgáltatás részeként adták hozzá a PAL régiókban 2007. december 14-én. A kilencedik játék 2008. szeptemberi megjelenésének megünneplésére a Capcom Japan 2008. augusztus 26-án Japánban, egy észak-amerikai kiadást pedig 2008. szeptember 15-én adott ki. 2009 márciusában a Capcom kiadta a játékot iPhone OS-re, míg ugyanazon év szeptemberében a Mega Man 2 Complete Works verziója a japán PlayStation Store-ban, így letölthető PlayStation 3-ra és PlayStation Portable-re. Inafune kifejezte óhaját, hogy a Mega Man Powered Up-hoz hasonlóan újra készítse a Mega Man 2-t, de kijelentette, hogy egy ilyen projekt az utóbbi kereskedelmi sikerétől függ. A 2010-es E3-on bemutatták a Nintendo 3DS-hez a Classic Games nevű technológiai demót, amely több mint egy tucat klasszikus játékot, köztük a Mega Man 2-t is bemutatott 3D effektusokkal. Reggie Fils-Aimé bejelentette, hogy a játékok megjelenését 3DS-re tervezték, és valószínűleg használni fogják a 3DS funkcióit, például 3D effektusokat, analóg vezérlést vagy kameratámogatást. A játék 2012. augusztus 8-án jelent meg 3DS-en a Virtual Console-on keresztül Japánban, Európában és Észak-Amerikában pedig 2013. február 7-én.
A Mega Man 2 megjelent az 1990-ben kiadott Worlds of Power sorozatban, melyet a Scholastic adott ki. A regény nagy részben követi a játék cselekményét, és néhány fejezet végén játéktanácsokat is kínál. A regény egyik fő változata, a párbeszédek mellett, az, hogy Dr. Light elveszíti a hitét Mega Man sikerében a Dr. Wily által felállított erősebb új robotokkal szemben. Megpróbálja lemásolni ezeket, de véletlenül emberré változtatja magát. Mega Mannek pedig ezt a kihívást kell leküzdenie az egész történet során. A könyv borítóján hiányzik a játék észak-amerikai dobozában látható fegyver, a "fegyver nélkül" elv miatt, amelyet a Worlds of Power íróinak be kellett tartaniuk.
A játékot adaptálták az Archie Comics Mega Man című képregényének "Dr. Wily visszatérése" című harmadik történetívbe. Az ívben a Robotmesterek célja az, hogy legyőzzék Mega Mant, vagy fokozatosan megfertőzzék egy vírussal, miközben elnyelik különleges fegyvereiket. Bár sikerül legyőzni az összes Robotmast, Mega Man Dr. Wily irányítása alá kerül, amíg a Mega Man Powered Up Robot Masters meg nem mentik. Dr. Wily megszökik, és dél-amerikai Lanfront romjai felé veszi az irányt, előrevetítve a Super Adventure Rockman adaptációját.

### Befolyás anerdrock szcénára
A Mega Man 2 filmzene az egyik legszélesebb körben újrakevert filmzene a játékokban, és a 2000-es években számos borító készült különböző előadók részéről. A Mixdown magazin úgy jellemezte a filmzenét, mint amelyet "kongresszusokon és fesztiválokon az idők végezetéig átdolgoznak és újragondolnak", és a feldolgozás rítus volt a nerd rock szcéna korai szakaszában. A 2000-es években számos előadó és zenekar készített stúdióalbumokon teljes filmzenéket vagy azok részeit, például a The NESkimos a Battle Perfect Selectionon (2002), a Chromelodeon a Year 20XX-on (2003), a Minibosses a Brasson (2005), Mega Ran a Mega Ran albumán (2007), és a The Megas a Get Equippeden (2008). Ebben az időszakban több zenekar is a sorozatból merítette színpadi nevét, mint például az Armcannon, a The Protomen és a DJ Cutman.
A Capcom támogatta néhány ilyen csoportot, hivatalosan licencelve Mega Ran 2007-es borítóalbumát, és elhozta őt a San Diego Comic-conra abban az évben. 2010-ben a Megasokat a Capcom bérelte fel, hogy zenét készítsenek a Mega Man Universe előzeteséhez. Ezek a csoportok mindegyike fellépett a MAGFest játékzenei eseményen a 2000-es és 2010-es években. Maga Tateishi is részt vett a 2019-es Super MAGfesten.

## Fordítás
Ez a szócikk részben vagy egészben  a   Mega Man 2 című angol Wikipédia-szócikk ezen változatának fordításán alapul.  Az eredeti cikk szerkesztőit annak laptörténete sorolja fel. Ez a jelzés csupán a megfogalmazás eredetét és a szerzői jogokat jelzi, nem szolgál a cikkben szereplő információk forrásmegjelöléseként.